# Nymphaea pedersenii
Nymphaea pedersenii ist eine Pflanzenart aus der Gattung der Seerosen (Nymphaea) innerhalb der Familie der Seerosengewächse (Nymphaeaceae). Diese Wasserpflanze kommt in den südamerikanischen Staaten Argentinien, Bolivien, Brasilien und Uruguay vor.

## Beschreibung

### Vegetative Merkmale
Nymphaea pedersenii ist eine ausdauernde krautige Pflanze. Das Rhizom ist eiförmig bis fast kugelig.
Das Laubblatt ist in Blattstiel und -spreite gegliedert. Der nicht brüchige, bräunliche, verkahlende Blattstiel weist einen Durchmesser vom 7,1–10 Millimetern und am oberen Ende einen Ring aus Trichomen auf; es sind zwei primäre zentrale und sechs sekundäre periphere Luftkanäle vorhanden. Die einfache, ledrige Blattspreite der Schwimmblätter ist bei einer Länge von bis zu 31 Zentimetern sowie einer Breite von etwa 22 Zentimetern breit-elliptisch. Die Blattnervatur ist aktinodrom.

### Generative Merkmale
Die nachtblühenden Blüten schwimmen auf der Wasseroberfläche. Das synkarpe Gynoeceum besteht aus etwa 39 Fruchtblättern mit keulenförmigen, cremefarbenen, gebogenen, 1,2–1,8 cm langen und 2–4 mm breiten Anhängseln. Die kugelförmige Spitze ist rosig gefärbt. Die ellipsoiden, körnigen, pilösen Samen haben Trichome, die in durchgehenden Längslinien angeordnet sind.

## Zytologie
Die diploide Chromosomenzahl beträgt 2n = 18.

## Ökologie und Phänologie

### Vegetative Vermehrung
In Argentinien beruht die Vermehrung hauptsächlich auf der Bildung von Ausläufern. Proliferierende Pseudanthien sind nicht vorhanden.

### Generative Vermehrung
Nymphaea pedersenii ist nicht autogam und die Fremdbestäubung ist obligatorisch. Die Blütezeit erstreckt sich über das ganze Jahr.
Die Bestäubung erfolgt durch die Käferart Cyclocephala mollis. Es wurden Käfer gefunden, welche in den Blüten gefangen waren.

## Lebensraum
In Brasilien wurde sie in einem bis zu 3 Meter tiefen Bach im Bundesstaat Pará und in permanenten oder temporären Lagunen im Pantanal beobachtet. In Argentinien wurde sie in einer Lagune beobachtet.

## Systematik
Das Typusexemplar wurde von Wiersema, Vanni und Schinini am 15. April 1982 in einer Lagune in Itatí, Corrientes, Argentinien gesammelt.

### Taxonomie
Die Erstbeschreibung erfolgte 1987 als Unterart Nymphaea amazonum subsp. pedersenii Wiersema durch John Harry Wiersema in A monograph of Nymphaea subgenus Hydrocallis (Nymphaeaceae). in Systematic Botany Monographs. Den Rang einer Art Nymphaea pedersenii (Wiersema) C.T.Lima & Giul. hat sie erst 2021 durch Carla Teixeira de Lima und Ana Maria Giulietti in Nymphaeaceae of Brasil. in Sitientibus série Ciências Biológicas, 21, S. 45 erhalten. Das Artepitheton pedersenii ehrt Troels Myndel Pedersen.

### Position innerhalb von der GattungNymphaea
Nymphaea pedersenii wird in die Untergattung Nymphaea subg. Hydrocallis eingeordnet.